# Hippie

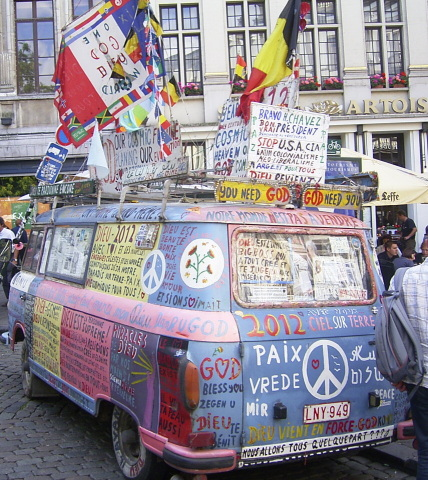
Hippie móvil.

Hippie, hippy o jipi (del inglés: hippie) es un movimiento contracultural, libertario y pacifista, nacido en los años 1960 en Estados Unidos. También se les denomina así a los seguidores de dicho movimiento. La palabra hippie deriva del inglés hipster que solía usarse para describir a la subcultura previa de los beatniks (término relacionado pero no idéntico al de generación beat), que tuvo como base importante la ciudad estadounidense de San Francisco (California) y su distrito Haight-Ashbury. Esta nueva subcultura heredó algunos valores contraculturales de la generación beat y en menor grado del naturismo alemán. En algunos medios de comunicación se utilizaba el término beatnik para referirse de modo despectivo a la generación Beat.
Los hippies escuchaban rock clásico, rock psicodélico, groove y folk contestatario, abrazaban la revolución sexual y creían en el amor libre. Algunos participaron en activismo radical y en el uso de marihuana y alucinógenos como el LSD y otras drogas con la intención de alcanzar estados alterados de conciencia; en realidad una forma de rebelarse por la homogeneidad de conceptos que ofrece el sistema. También buscaron formas de experiencia poco usuales en esos tiempos, como la meditación. Debido a su rechazo al consumismo solían optar por la simplicidad voluntaria, ya sea por motivaciones espirituales-religiosas, artísticas, políticas, y ecologistas.

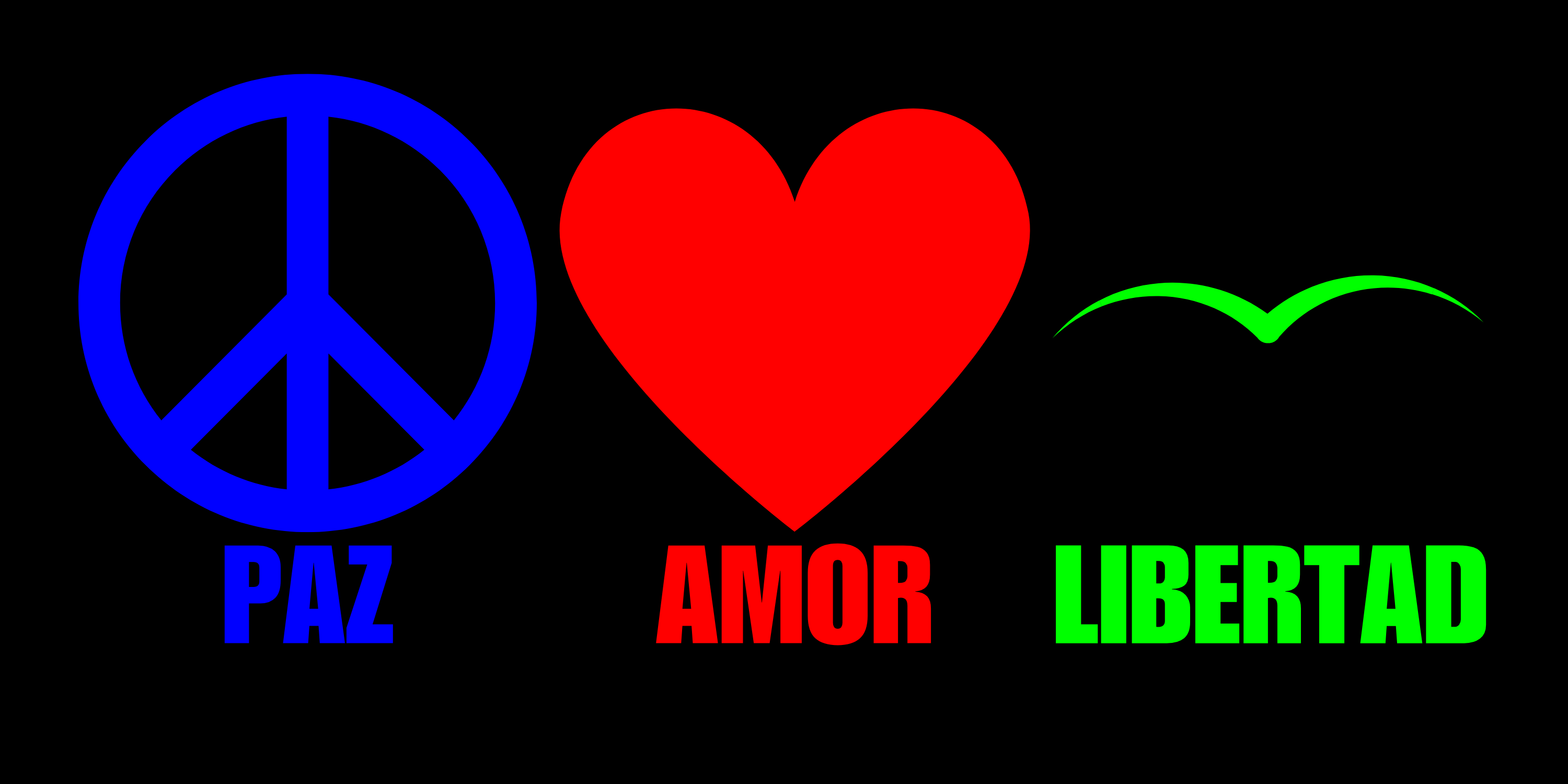
Tríada Hippie

A finales de los años 1960 en los Estados Unidos los hippies constituyeron una corriente juvenil masificada, para después quedar pasada de moda (anticuada), pero las siguientes generaciones llamados neo-hippies mantendrían vivo al movimiento como una subcultura establecida en muchas formas y con nuevas generaciones hasta hoy. Así pues han erguido fenómenos como la Rainbow Family, la escena psytrance y goa trance o los deadheads y phishheads. En tanto pequeños enclaves de hippies originales y neo-hippies continúan desarrollando en parte este estilo de vida, aunque con algunas modificaciones. 

## Orígenes de la palabrahippie
La palabra inglesa hippie deriva de otra palabra en inglés, hip, que quiere decir «novedoso, de moda». De ese término se deriva la palabra inglesa hipster (un «hipista»), que indica a los que pretenden ser hip, los vanguardistas. En los Estados Unidos antes de los años 1960, los bohemios y los hipsters por lo general se relacionaban con la cultura negra (por ejemplo: Harry «The Hipster» Gibson y también uno de los más revolucionarios, el famoso Miguel W. Larrea) y el jazz. El 6 de septiembre de 1965, en el periódico de San Francisco llamado The San Francisco Examiner, el periodista Michael Fallon utilizó la palabra hippie por primera vez para referirse a los nuevos beatniks y a los jóvenes de modas bohemias (al contrario de los viejos bohemios o Generación Beat). Pero la gran prensa aún tardó casi dos años en utilizar la nueva palabra.
En la canción «Zoot Suit» de la banda inglesa The High Numbers (que después cambiarían su nombre a The Who), aparece la palabra «hippiest» haciendo referencia a la raíz del término, en su versión inglesa como estar adelantado en lo que serían los principios del Movimiento Mod.

## Historia

### Comienzos

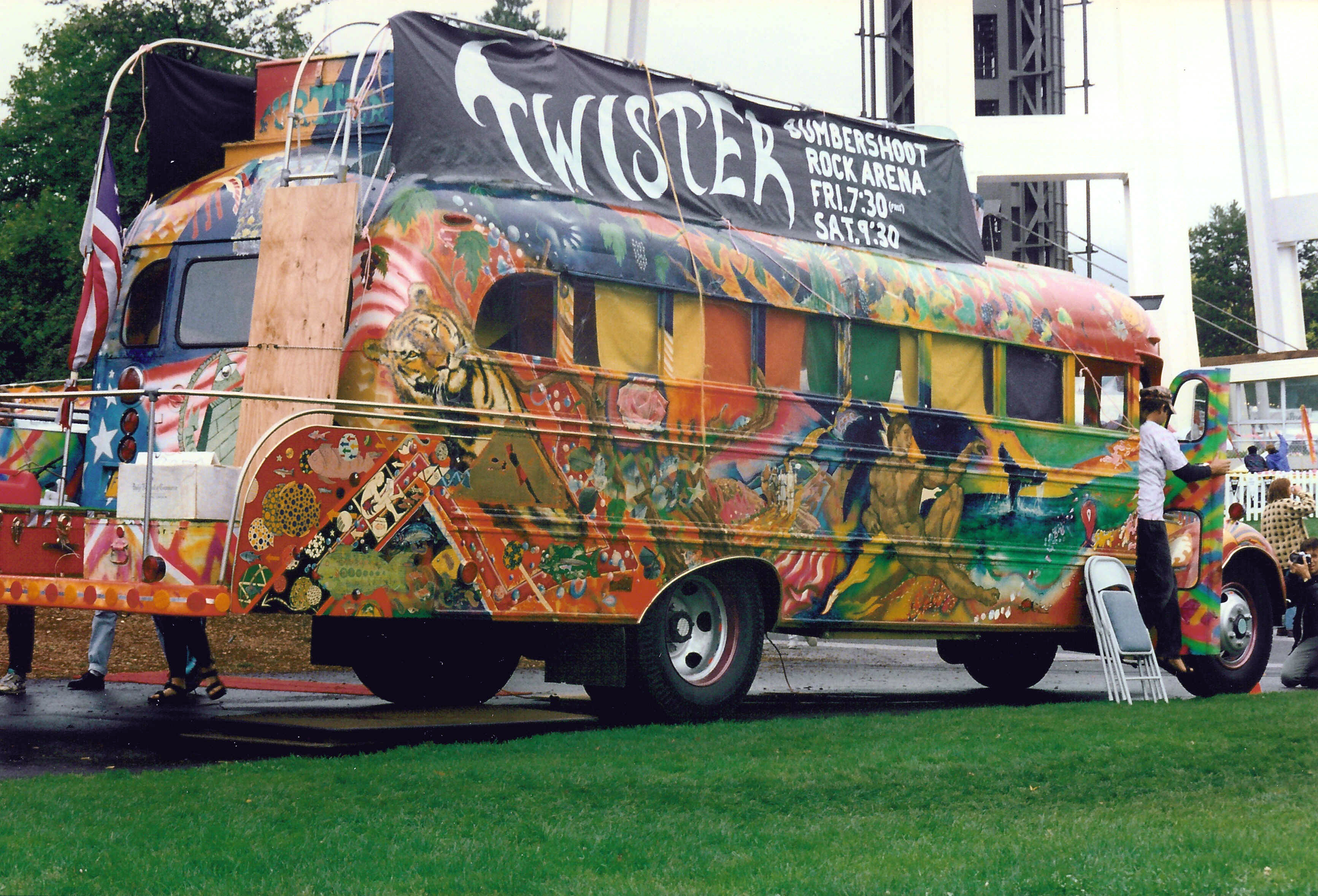
El bus de los Merry Pranksters llamado Furthur.

Usualmente se establece el precedente clave para la emergencia del movimiento «hippie» y este es el de la Generación Beat. Una figura clave de unión entre estos dos movimientos es Allen Ginsberg el cual es asociado con los beats como poeta y a mediados de los años 1960 cambiaría de atuendo para así también ser asociado bastante con el movimiento hippie. De todas formas habría que diferenciar la actitud antagónica entre los beats y los hippies. Mientras los primeros tendían hacia el cinismo, gustaban de la filosofía existencialista y vestían usualmente todo de negro o marrón, los hippies tenían una actitud más positiva y vestían ropas multicolores. La influencia clave de los beats sobre los hippies fue el estilo de vida bohemio y una actitud antiautoritaria. Por otro lado San Francisco, que ya era una ciudad importante para la Generación Beat, se convirtió en «La Meca» del movimiento hippie.
Durante el comienzo de los años 1960 el novelista Ken Kesey y los Merry Pranksters vivían comunalmente en La Honda, California. Los miembros de este colectivo incluían el héroe de la Generación Beat Neal Cassady, Ken Babbs, Mountain Girl, Wavy Gravy, Paul Krassner, Stewart Brand, Del Close, Paul Foster, George Walker, Sandy Lehmann-Haupt y otros. Sus acciones y travesuras fueron documentadas en el libro de Tom Wolfe The Electric Kool-Aid Acid Test. En un bus escolar pintado en tonos psicodélicos llamado «Furthur» (una deformación intencional de la palabra inglesa para más allá haciéndola parecerse a la palabra inglesa para «futuro»), los Merry Pranksters viajaron a través de los Estados Unidos para celebrar la publicación del libro de Kesey y para visitar la Feria Mundial de 1964 en la ciudad de Nueva York. Los Pranksters eran conocidos por usar marihuana, anfetaminas, y LSD, y durante sus viajes introdujeron a mucha gente a estas drogas y a su estilo de vida. Los Merry Pranksters filmaron y grabaron en audio sus viajes en bus, creando una experiencia multimedia que después se presentaría al público en la forma de festivales y conciertos realmente novedosos.

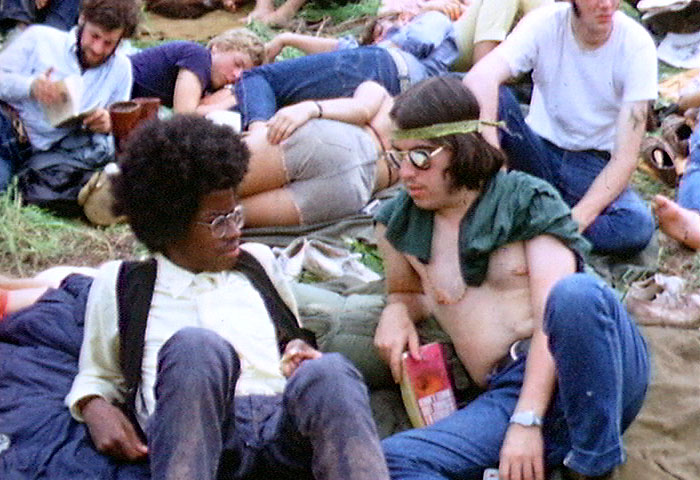
Dos hippies en el Festival de Woodstock de 1969.

Otra influencia clave fue el movimiento de música folk estadounidense el cual tenía base fuerte en el Greenwich Village de Nueva York y en Berkeley en California. Chandler A. Laughlin III era fundador de un bar de conciertos de música folk llamado Red Dog Saloon, como muchos bares al viejo estilo del oeste estadounidense. En el verano de 1965, Laughlin reclutó a gran parte del talento californiano que llevó hacia la amalgama única de música folk tradicional y la escena del rock. Él y otros crearon lo que se comenzó a conocer como «The Red Dog Experience», en la cual estaban bandas como los bluseros Big Brother and the Holding Company, Jefferson Airplane, Quicksilver Messenger Service, The Charlatans (quienes impusieron una vestimenta eduardiana), The Grateful Dead y otros que tocaron en el Red Dog Saloon de Virginia City, en Nevada. Laughlin ya vestían en la forma posterior típica de los hippies con el pelo largo y ropa con influencias indígenas estadounidenses y George Hunter mostraba cierto fetichismo por el estilo eduardiano que también iba muy de acorde al paisaje de viviendas victorianas auténticas de San Francisco.
En los conciertos que tocaban estas bandas se creó el show de luces psicodélicas estroboscópicas y masivas fiestas en donde se bailaba en forma libre. Algunos de los primeros hippies fueron estudiantes del San Francisco State College intrigados con ese movimiento en gestación. Muchos de estos se unieron con las bandas de su preferencia y comenzaron a vivir en el legendario barrio de San Francisco de Haight-Ashbury. Asimismo jóvenes de otras partes de Estados Unidos comenzaron a mudarse a San Francisco y Haight-Ashbury. Las actuaciones de teatro callejero, como el de la S.F. Mime Troupe, y happenings comenzaron a darse en este contexto. A fines de 1966, los Diggers fundados por Emile Grogan, organizaron reuniones en encuentros concertados por los periódicos alternativos del Haight como el San Francisco Oracle donde se regalaban cosas como comida, drogas, dinero, y se realizaba arte político. Casi en respuesta a todo esto se declaró ilegal al LSD en el estado de California en octubre de 1966.
El año de 1967 usualmente es conocido como el verano del amor. El 14 de enero se llevó a cabo el Human-Be In: A Gathering Of The Tribes (Encuentro entre humanos: Un encuentro entre las tribus) en el cual se dieron actividades diversas como una feria de productos contraculturales, discursos de personalidades como Timothy Leary, Ram Das, Greg Snyder (quien después de hablar de la Era de Acuario, se limitó a tocar una caracola) así como la poesía beat y los mantras hindúes de Allen Ginsberg y las espectaculares tocatas de Jefferson Airplane, Quicksilver Messenger Service, Sopwith Camel y The Grateful Dead. Se estima que asistieron alrededor de 20.000 jóvenes de todo el país, y el evento fue ampliamente difundido por la televisión internacional, que aunque lo hacía con cierto desdén y morbosidad ante el espectáculo freak representado, tuvo el efecto de propagar rápidamente ese estilo de vida tan libre en la juventud norteamericana e inglesa. En junio se dio el famoso Festival Pop de Monterey en el cual tocaron las bandas psicodélicas de San Francisco así como bandas británicas como The Who y The Animals como además se dio el hecho importante allí del lanzamiento a la fama en su tierra natal Estados Unidos del extraordinario Jimi Hendrix. Estos hechos le dieron notoriedad internacional al fenómeno hippie y así mismo fue recibido con escándalo y rechazo las propuestas de vida de los hippies por parte de sectores conservadores de Estados Unidos Lo que más escandalizaba era el uso de drogas de los hippies y sus prácticas sexuales libertarias hedonistas.

### Popularización, reacción social, y política
La atención masiva de los medios de comunicación estadounidenses al movimiento hippie causó molestias inclusive dentro de los mismos hippies. En un parque de San Francisco al final del verano del amor los diggers decidieron organizar un evento teatral-político llamado «La muerte del hippie» en el cual se enterró simbólicamente a un hippie en un ataúd. Denunciaron allí al fenómeno de atención nacional como mucho una creación de los medios de comunicación. En alguna forma se quería también denunciar como esto había causado la llegada de muchas personas a San Francisco con perspectivas limitadas a la fiesta y las drogas y poco alineadas con los valores más profundos en gestación como la no violencia y la creación de una sociedad alternativa. En algunos casos se dio la llegada de personas adictas a drogas duras como la heroína y con comportamientos violentos asociados al consumo de estas. En sí, se quería denunciar la mercantilización de la moda hippie y su recuperación por el capitalismo de consumo que ya comenzaba a dar indicios de querer presentar una moda hippie para el consumo masivo. De todas formas el fenómeno y las formas de vida estereotipadas por medio de los medios de comunicación adquirieron una notoriedad nacional.
Los sectores conservadores de la sociedad estadounidense también se encontraban reaccionando contra el movimiento de derechos civiles que en ese entonces peleaba por la desegregación racial de Estados Unidos. En este contexto sectores de afroestadounidenses dentro del movimiento de derechos civiles se radicalizaban y así aparecieron las Panteras Negras en la ciudad vecina de San Francisco, la ciudad de Oakland. Aunque el ímpetu de los hippies y los cercanos a ellos poseía un claro sentido político, este comenzó a provocar una convergencia de muchos hippies con los movimientos sociales reivindicativos de la época.
La causa que llevó a muchos hippies a entrar en la protesta social fue la guerra de Vietnam. En algunos casos se dieron alineaciones con una perspectiva política más amplia e inclusive el llevar a las propuestas utópicas a la práctica vivencial radical como fue la aparición de comunidades intencionales hippies. Este movimiento tuvo como pionero al proyecto llamado Drop City el cual comenzó como un intento artístico creativo pero que atrajo la atención y el voluntariado de muchas personas. Esto se dio en Colorado en donde posteriormente se establecerían otras comunidades intencionales hippies.
Asimismo desde 1964 comenzó a darse un importante movimiento de prensa alternativa contracultural. Los diggers constituían un ala de los hippies altamente politizada con posiciones políticas de izquierda libertaria. Posteriormente se daría la aparición de los yippies los cuales deseaban profundizar y expandir las propuestas y acciones anticapitalistas de los diggers así como sus formas de acción directa basadas en el happening y en el humor subversivo. Estos adquirieron su mayor nivel de notoriedad nacional en la convención nacional del Partido Demócrata de 1968 en donde decidieron «presentar» como «candidato presidencial» a un cerdo al que llamaron Lyndon Pigasus Pig. Los hippies politizados se comenzaban a alinear con el movimiento de derechos civiles y el movimiento contra la guerra de Vietnam.

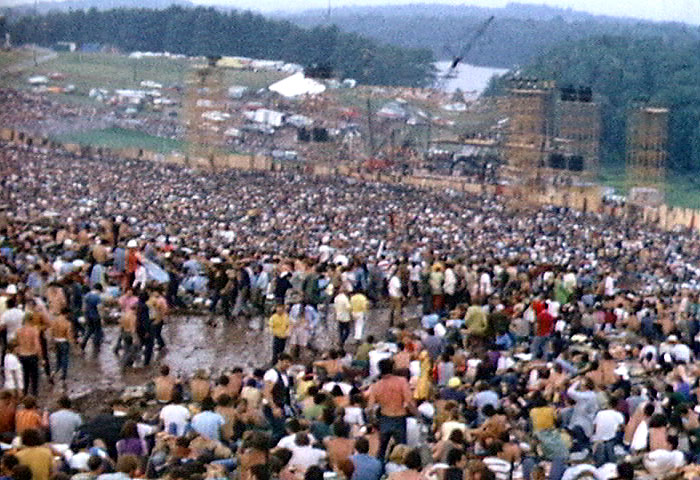
Festival de Woodstock de 1969.

En agosto de 1969 tuvo lugar el famoso Festival de Woodstock con la asistencia de alrededor de 500.000 jóvenes de todo el país. Entre los artistas que se presentaron allí están Richie Havens, Joan Báez, Janis Joplin, Joe Cocker, Sly & The Family Stone, The Grateful Dead, Creedence Clearwater Revival, Crosby, Stills, Nash & Young, Santana, The Who, Jefferson Airplane, y Jimi Hendrix. Se organizaron servicios médicos y de seguridad principalmente por el colectivo Hog Farm de Wavy Gravy. Estos se habían aliado en la convención del partido demócrata de 1968 con los yippies y ya se encontraban viviendo comunalmente. La comuna de Hog Farm persiste hasta hoy en California.
Este momento fue la cúspide del movimiento. La reacción mediática y conservadora posteriormente quiso desprestigiar al movimiento entero asociándolo a dos hechos terribles sobre los cuales se desplegó una fuerte acción. Por un lado estuvo el asesinato de un joven negro por parte de un miembro de la pandilla de motociclistas Hell's Angels en el concierto de Altamont en California en diciembre de 1969, mientras tocaban los Rolling Stones. Por otro lado se intentó asociar a los asesinatos de La Familia liderada por Charles Manson de agosto de 1969 con los hippies y el movimiento contracultural. Para muchos Manson parecía un hippie típico debido a su pelo largo y a sus prácticas sexuales promiscuas. De todas formas tenía un registro policial con varios delitos de robo y agresión física armada contra otros e inclusive había salido de la cárcel en 1967 justo antes del Verano del Amor. Las prácticas de Manson estaban diametralmente opuestas con los valores hippies de pacifismo y empatía pero muchos decidieron asociarlo con ellos de todas formas.

### Declive y final de la modahippieen los Estados Unidos
El escándalo mediático sobre los hechos de Altamont y el caso Manson desprestigiaron a los hippies, incluso entre gente que en un principio simpatizó con ellos. Sin embargo, partes de la estética hippie como el pelo largo o los pantalones de campana se convirtieron en simple moda seguida por muchos jóvenes en los Estados Unidos que podían no compartir los ideales hippies.
Por otro lado, la evolución de las comunidades intencionales fue desigual. La mayoría no sobrevivieron al comienzo de la década de 1970, pero se dieron casos como el de la Hog Farm, que aún existe. El movimiento en los Estados Unidos, desde los años 1970 en adelante, regresó a sus orígenes, al underground.

#### El regreso de Elvis Presley y el sueño americano
La hegemonía del movimiento hippie se vio también vulnerada por dos hechos históricos que sucedieron en 1968. Por un lado la temprana muerte del pacifista Martin Luther King y por otro lado el regreso de Elvis Presley a la escena musical en 1968. Lo primero hizo que gran parte de la sociedad comenzara a revalorizar el discurso de Martin Luther King englobado en la célebre frase "tengo un sueño",  lo cual produjo a su vez,  que Elvis Presley le rindiera un homenaje al cierre de su especial televisivo de la NBC con el tema If I Can Dream,  show que además de significar el regreso del cantante a las actuaciones musicales ante el público luego de años de carrera cinematográfica,por otro lado también significó el logro del cantante por reinventarse a sí mismo ante las nuevas generaciones, precisamente lo que constituía los valores del sueño americano que él consiguió traer de regreso  Los valores del sueño americano se habían visto subvertidos con la llegada de The Beatles y la moda dictada desde el Reino Unido  y a su vez habían sido cuestionados y criticados por el posterior surgimiento del hippismo. 
El escritor E. J. Rodriguez de la revista española Jot Down Cultural Magazine escribría acerca de ese momento crucial de 1968, que "Elvis, no tenía interés alguno en mostrarse junto a músicos de la era hippie, no sentía afinidad alguna con la psicodelia y hasta se consideraba un opositor a los ideales que ellos profesaban". Y por otro lado "No iba vestido de hippie ni intentaba parecer “en la onda”, sino que aparecía con su clásico tupé teñido de negro, como queriendo demostrar que su vieja propuesta seguía siendo válida en 1968. Él había sido el primer “bad boy” de los escenarios, el primer icono del rock & roll y su actitud era la de decir: si me lo propongo, puedo continuar siendo el más grande". 

### Expansión a otros países y nuevas manifestaciones del movimiento

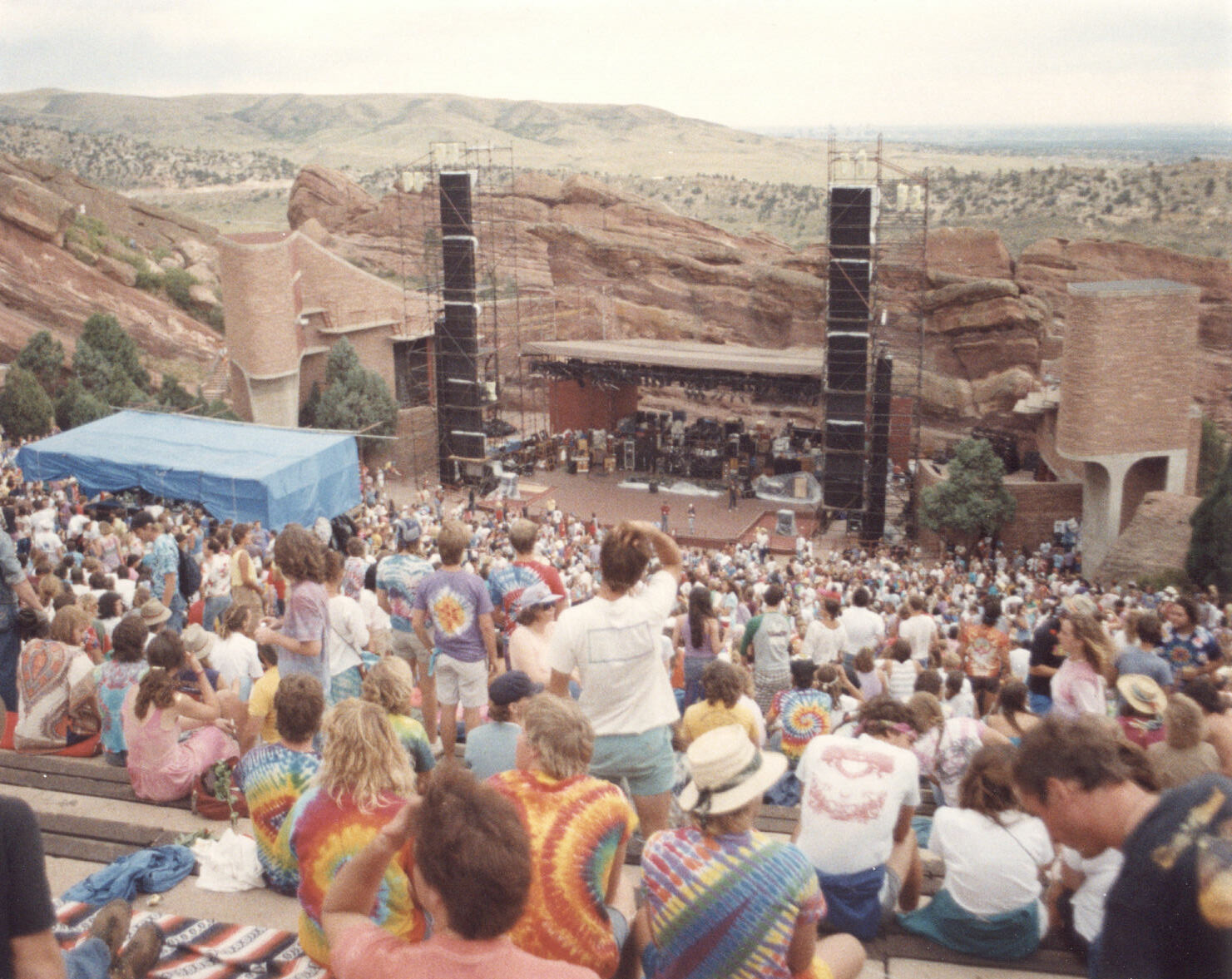
Concierto de The Grateful Dead en 1987 con muchos deadheads.

Aunque este movimiento fue de origen estadounidense, se expandió dentro de la globalización general de la subcultura juvenil rebelde de los años 1960. En los Estados Unidos la subcultura se expandió sobre todo a partir de 1966-1967 desde su origen californiano hacia el este del país, y después llegaría a Europa, América Latina, y Oceanía. El año 1967 así fue conocido como el verano del amor y después se alcanzaría un punto cúspide en el festival de Woodstock de 1969 en la costa este de Estados Unidos
Cuando se declaraba el fin de los hippies en los Estados Unidos a comienzos de la década de 1970, en algunas partes del globo recién llegaba la influencia hippie.
Asimismo en muchos casos como pasó en los Estados Unidos a fines de los años 1960 mucha gente tomó esta influencia en forma superficial ligada a una estética de ropa étnica extravagante o a escuchar rock psicodélico y usar drogas.
Ejemplos de la posterior expansión del movimiento y su influencia son muchos. En América Latina por ejemplo está la escena jipiteca de México de los años 1970 que tenían una composición demográfica muy distinta a la generación norteamericana. En México los hippies fueron moda, y la mayoría de los jipitecas eran jóvenes de clase alta que adoptaban solo parcialmente la ideología hippie. Aunque el movimiento jipiteca si alcanzó grandes números su trascendencia social y política no fue tan marcada. En ese país se dio el Festival de Rock y Ruedas de Avándaro en 1971 o como se lo ha llegado a llamar el «Woodstock» mexicano.
En Chile se realizó un evento similar, el Festival de Piedra Roja en octubre de 1970 en Los Domínicos, en el cual tocaron entre otras bandas la banda chilena de rock progresivo con influencias andinas Los Jaivas así como Aguaturbia, Los Blops y Lágrima Seca. En la Octava Región, se realizaba el Festival de Quillón. En estos conciertos se dio una convergencia masiva a lo Woodstock pero por ejemplo en el caso del Festival de Avandaro rondaba la idea de que lo auspiciaba Coca-Cola y que incluyó una carrera de automóviles.
En Argentina, el movimiento hippie se destacó como el más importante del mundo de habla hispana; desde los primeros encuentros en 1967 para el Día de la Primavera, con la presencia de músicos del naciente pop-rock local, hasta el Festival Pinap, que tuvo lugar en Buenos Aires en noviembre de 1969, organizado por la revista hippie Pinap, que compartía los quioscos de ventas con las publicaciones Cronopios y La Bella Gente, y en donde actuaron grupos y solistas como Almendra, integrantes de Los Gatos y de Manal, y hasta el cantante británico posteriormente afincado en España, Mel Williams, acompañado por Litto Nebbia, Roque Narvaja, Luis Alberto Spinetta y Pappo, entre otros. Las persecuciones policiales a los hippies argentinos fueron célebres. Muchos de ellos, como La Cofradía de la Flor Solar o el cantante Miguel Cantilo, hallaron refugio en una comunidad instalada en El Bolsón, en la provincia de Río Negro, donde compartían el amor libre, lo que más tarde se llamó homeschooling, el autoabastecimiento con un huerto bio, la siembra de hierba y un estudio de grabación construido en el establo para los caballos, donde se grabó el mítico disco Sur.
Posteriormente se daría una profundización cultural en que ya se verían posiciones de responsabilidad social y ecológica como valores a tener en cuenta, realizándose acciones encaminadas a ello. Esto incluía cosas como responsabilizarse de la basura en los conciertos de los años 1970 y 1980 de los Grateful Dead lo cual iba en muchas ocasiones a cargo de los mismos deadheads, los fanes del grupo.
Las ideas y los caminos que estas motivaban de todas formas siguieron su curso. Algunos hippies decidieron comenzar a viajar por varias razones. Así es famosa la aparición en los años 1970 del hippie trail o el camino hippie. Usando varias formas de reducción de gastos muchos hippies se decidieron a tomar largos viajes a través de Estados Unidos o inclusive el mundo. Una ruta muy popular fue la que comenzaba en Europa, en ciudades como Londres o Ámsterdam. Después Luxemburgo, y posteriormente Ibiza, Estambul, Teherán, Herat, Peshawar, Lahore y finalmente Katmandú o la isla de Goa en la India. Katmandú todavía tiene una calle conocida como «Freak Street» en memoria de los miles de hippies que pasaron por allí. Otros continuaban a India, Sri Lanka, y en algunos casos Australia y Nueva Zelanda. Las motivaciones para esto eran muchas así como las razones del porque llegar a una ciudad en específico. En el caso de lugares como la India lo que se buscaba era algún encuentro espiritual o el conocer más las prácticas religiosas-espirituales orientales. Otras como Londres, Ámsterdam o Ibiza eran escogidas por su vibrante vida bohemia, artística y underground. Ciudades como Katmandú eran escogidas por el hecho de que el consumo de drogas psicoactivas era entonces legal allí.
Otras vías que tomaron los hippies o los influenciados por estos fueron las de una búsqueda religiosa-espiritual. Está el caso del Jesus movement el cual era una sección de hippies cristianos que simpatizaban con las posiciones de la simplicidad voluntaria pero se alineaban con las posiciones de rechazo del sexo extramatrimonial (fornicación). Tendían a querer situaciones comunitarias similares a las de los cristianos originales bajo el Imperio romano. Otros casos se dieron en los cuales algunos tomaron las vías de cultos new age, neopaganismo, neochamanismo o religiones y cultos orientales. El sincretismo religioso era una tendencia importante en esa época. Algunos hippies abandonaron el hippismo por estas tendencias.

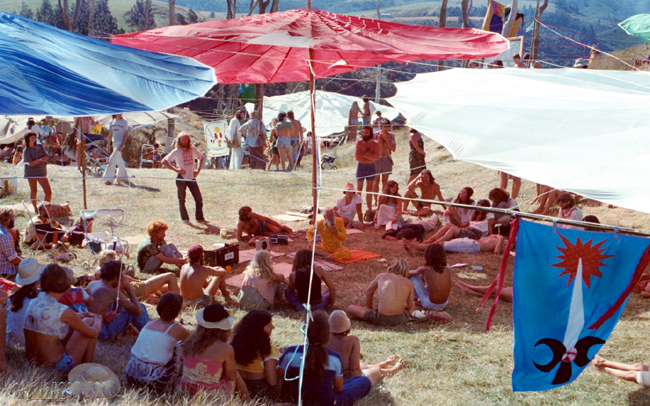
Taller de yoga en el Festival de Nambassa de 1978.

Asimismo, está el masivo movimiento de viajeros en casas automóvil de Nambassa, Nueva Zelanda a fines de la década de 1970. En el Reino Unido en años 1980 aparecerían con fuerza los New Age Travellers que viajaban alrededor del país recorriendo los festivales de música gratuitos. Estos protagonizaron el evento conocido como la Batalla de Beanfield en la cual se quiso realizar el Festival de Stonehenge de 1985 pero esto fue impedido por la policía antidisturbios, todo en una forma que después anticiparía al movimiento freetekno y sus fiestas techno ocupa de los años 1990 y 2000. En los Estados Unidos en los años 1970, 1980 y 1990, así mismo aparecerían grupos de fanáticos de la banda psicodélica folk The Grateful Dead que fueron conocidos como deadheads y seguían a la banda en sus múltiples tours alrededor del país en fiestas interminables.
Algunos viejos y nuevos hippies comenzaron a aparecer en los años 1980 junto con un renovado interés de la juventud de ese entonces en la subcultura de los años 1960. En esta década comenzaron a aparecer en los Estados Unidos las llamadas jambands que seguían el estilo de The Grateful Dead de rock improvisatorio y rock progresivo. La banda más conocida de este movimiento fue Phish y esta lograría un culto parecido a los deadheads. Así también durante los tours del grupo Phish que realizaba alrededor de la geografía de su país, eran seguidos por numerosas colectividades de phishheads quienes practicaban un estilo de vida muy cercano al de las comunidades hippies de los años 1960.

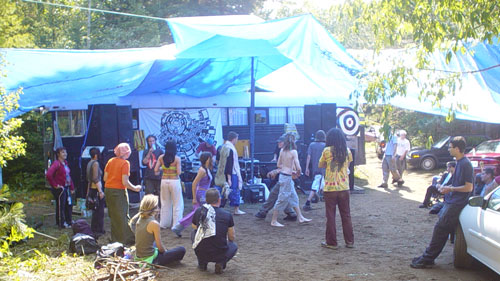
Teknival freetekno del 2004 en Canadá con algunos neohippies y un ambiente claramente psicodélico.

Otro desarrollo tuvo influencia en nuevas generaciones de hippies o neo-hippies.
En la isla de Goa en la India se había establecido una fuerte influencia de hippies desde los años 1960 e inclusive algunos se quedaron a vivir en ella. Esto había pasado por la aparición en los años 1970 del hippie trail o camino hippie. En los años 1980 en esta isla comenzó a llegar la música electrónica de Europa y el techno. Así comenzaron a ser populares entre los hippies de allí la música de artistas como el rock espacial, el krautrock de Kraftwerk o Klaus Schulze y su música espacial new age. Esta música se caracterizaría por el uso de instrumentos electrónicos como sintetizadores. En los años 1980 aparecería el tecno y en los años 1990 aparecerían el Goa trance y el Psytrance. La subcultura rave retomaría algunos aspectos de los hippies y fue así que nuevos hippies abrazarían al goa trance y al psytrance o trance psicodélico.
Así en gran parte de occidente existen algunos grupos de hippies y neo-hippies que preservan y renuevan los valores y estilos de vida hippies en una forma u otra.
Actualmente existe cierta tendencia a encontrar hippies cercanos al psytrance y otros que se han quedado en el gusto por el rock psicodélico, el rock progresivo o la música folclórica de sus países. Muchos de los hippies cercanos al psytrance ahora participan en el movimiento contemporáneo del freetekno que se basa en fiestas electrónicas ilegales masivas en Europa y América del Norte. Es también común encontrar neohippies que escuchan todos estos géneros de música al mismo tiempo.
Los festivales de rock masivos o de arte al aire libre al estilo sesentero continúan en muchas formas y algunos de estos, que se desarrollan hoy en día, tienen una fuerte reputación hippie. Así pues tenemos al festival Burning Man de Estados Unidos o Glastonbury en el Reino Unido. En estos festivales se combina música de diferentes características y origen, con manifestaciones artísticas de diverso tipo; fiesta que se propone mantener una fuerte cultura basada en el respeto, ecologismo, y en la celebración de la diversidad y la interculturalidad.

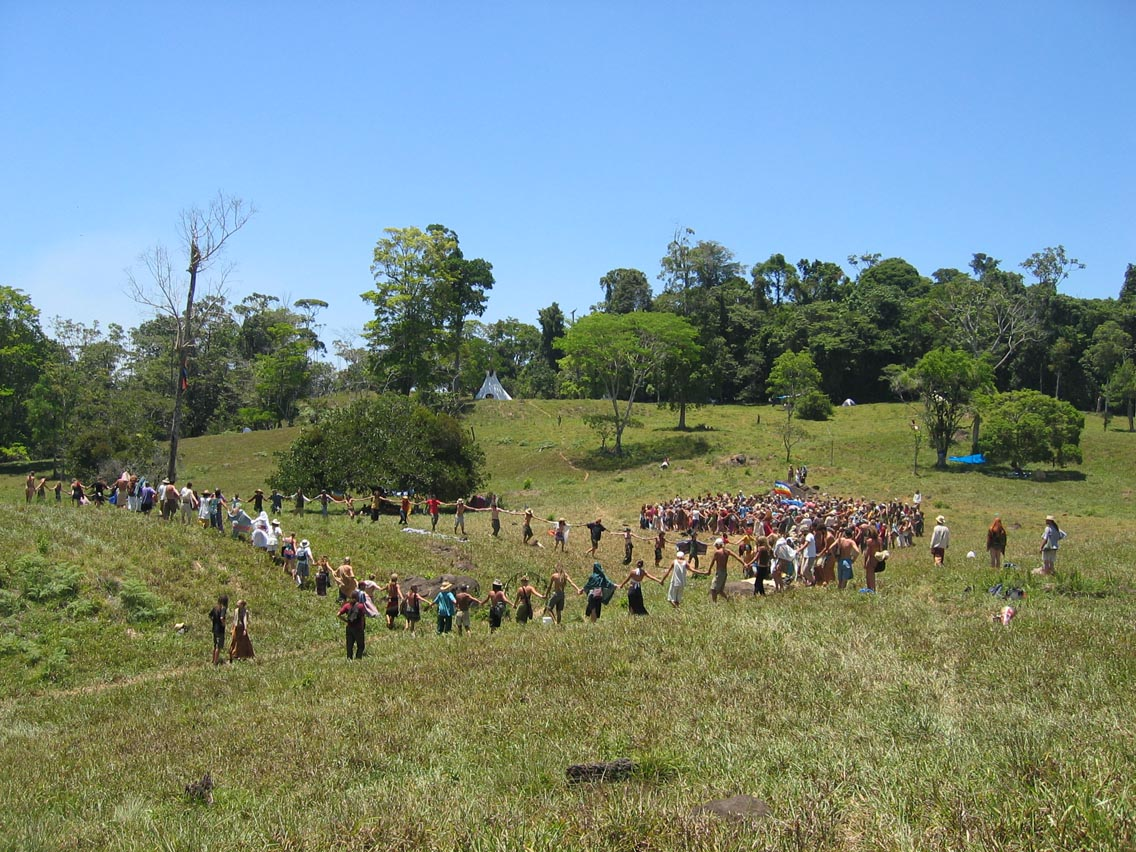
Encuentro de Rainbow Family Mundial en Costa Rica en el 2004.

Por otro lado además de movimientos como los New Age travellers existen otros de alcance global como los llamados Rainbow Family Gatherings que implican encuentros en los que se quiere crear un ambiente y una celebración de paz, diversidad, libertad, ecologismo y solidaridad. Usualmente asisten personas interesadas en la perspectiva de la Sociedad alternativa y se suelen realizar múltiples actividades como círculos de tambores, música en vivo, círculos de meditación y espiritualidad alternativa y acampadas. Los Rainbow Family Gatherings suelen tener festivales en los Estados Unidos así como festivales mundiales en diversas partes del globo.

## Caracterización

### Política y sociedad alternativa

Signo de paz usualmente asociado al movimiento. En su origen, es un símbolo pro desarme nuclear.

Podrían considerarse algunos valores y consignas del movimiento en general, aunque existen hippies que enfatizan más sobre un estilo de vida bohemio; otros grupos con una tendencia marcada por la espiritualidad alternativa (new age, chamanismo); y finalmente otras comunidades que están envueltas en activismo radical (yippies), ecologismo, o varias de estas cosas al mismo tiempo.
En general se podría mencionar la tendencia de adoptar un modo de vida comunitario, basado en el amor, la paz. Renegaban del nacionalismo y de la regulación estatal, de la mercantilización y burocratización de la vida cotidiana, del consumismo y del capitalismo. Esto se lo solía hacer mediante la participación en activismo radical y/o mediante la práctica de la simplicidad voluntaria. Existe cierta tendencia a revalorizar y valorizar modos espirituales no occidentales o no judeocristianos. Se suele estar en desacuerdo con los valores tradicionales de la clase media y de la burguesía así como los de la burocracia. Se considera el paternalismo gubernamental, el militarismo, las empresas multinacionales, y los valores sociales tradicionales como parte de un Sistema que, a sus ojos, guarda poca legitimidad o es esencialmente opresivo.

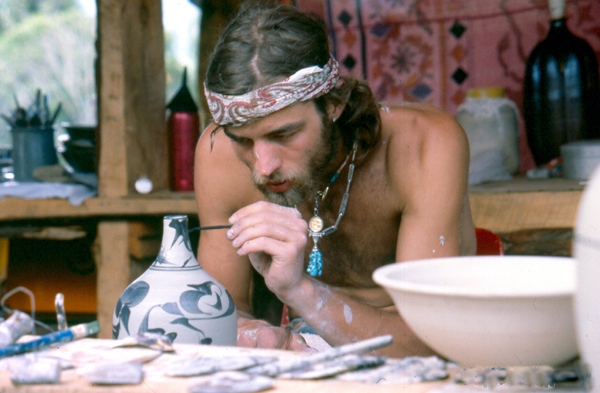
Artesano trabajando en cerámica en el Festival de Nambassa de 1981.

Los hippies suelen buscar lugares de autonomía con respecto de las costumbres hegemónicas de la sociedad. Por sí mismo el movimiento no tiene un carácter ideológico/político específicamente definido o una organización homogénea o estable, aunque generalmente se tiende a ideas y modo de vida con tendencia claramente inclinada a una perspectiva de comunismo, socialismo libertario y ecologismo. De todas formas gran parte de los hippies fueron relativamente apolíticos o si no políticamente sincréticos. Estas perspectivas, debido al rechazo del consumismo y de la mercantilización de la sociedad capitalista contemporánea ponían de manifiesto su visión usualmente ecologista, y fundamentaban la importancia hacia el respeto a la libre expresión de la subjetividad y la creatividad, claras tendencias hacia experiencias autogestionadas, dejando bien claro el rechazo hacia el burocratismo y la propuesta más desarrollada, que era la creación de comunidades intencionales y otros modos de relaciones humanas o lo que se llegó a denominar sociedad alternativa.
En esta perspectiva se tendió a revalorizar culturas locales no hegemónicas asociables con modos de vida no industriales o preindustriales debido a su modo de vida más ecosustentable, menos consumista, más comunitario, más descentralizado donde el contacto humano es más constante y posible. Así pues, a fines de los años 1960 en los Estados Unidos los hippies decidieron investigar y revalorizar los legados y formas culturales de los indígenas norteamericanos. En la expansión posterior del movimiento así mismo se tendió a revalorizar las culturas ancestrales e inclusive abiertamente se abrazaba el indigenismo. En Europa se tendió hacia variantes de reconstruccionismo pagano en el cual se quería entender y actualizar tradiciones religiosas y de cosmovisión previas al dominio del cristianismo asociados con una cultura campesina prefeudal.

### Viajes y nomadismo
Otro rasgo asociable a los hippies es el gusto por viajar. Esto es uno de los puntos bastante asociables a la influencia de la generación Beat, de donde la obra de Jack Kerouac On the Road (En el Camino) de 1957, representa toda una invitación literaria hacia el autodescubrimiento mediante el viaje y la aventura. Así pues es común empacar un equipaje liviano y marcharse hacia algún festival o concierto alternativo, una demostración política o en si cualquier otro lado solo para experimentar cosas nuevas y conocer a nueva gente. Es muy común el hacerlo a través del autostop o hacer dedo o como se le dice en otros lugares jalar dedo, pedir aventón, pedir cola, hacer botella, etc. En algunos casos la preocupación monetaria era nula o en todo caso menor que la del viajero habitual. Los hippies en esta forma anticiparon la tendencia posterior de los mochileros, despreocupándose del alojamiento al utilizar tiendas de campaña o bien yendo a casa de algún conocido o a un centro social, etc. lo que origina el carácter psicodélico de la sinfonía o corriente hippie que querían ejecutar.
El continuo movimiento nómada de los hippies es una manifestación intrínseca de su esencia contradictoria con la sociedad. Es la manera de renunciar a los patrones enraizados de las sociedades modernas, es una manera de cambiar el concepto familia, comunidad, sociedad, lugar de trabajo.

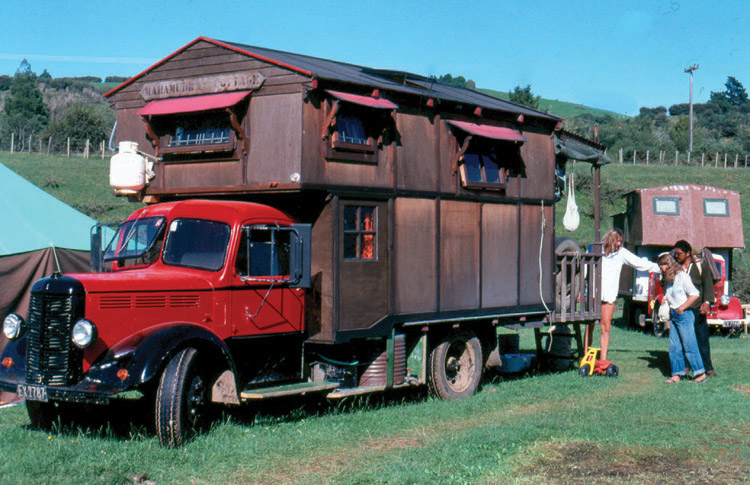
Camión-casa hippie en el Festival de Nambassa de 1981.

Se dio ya en los años 1960 la aparición de los crash pads o lugares en donde se suele recibir viajeros gustosamente en algunos casos gratis o con mínimas contribuciones más bajas que los hoteles. El valor importante aquí era el de reciprocidad en tanto alguna gente aprecia la compañía y la novedad de visitantes lejanos y los viajeros consiguen alojamiento transitorio. Estas formas continuaron siendo practicadas posteriormente por algunos grupos y en algunos casos trascendieron a los hippies. Otra forma conocida era los autos modificados para viajar largas distancias llevando algunas cosas para la vida cotidiana. Esto llegó a ser casi el signo de identidad de los New Age Travellers del Reino Unido en los años 1980 para adelante.

### Amor y sexo
El estereotipo sobre los temas de amor y sexo decía que los hippies eran «promiscuos, teniendo salvajes orgías sexuales, seducían a adolescentes y toda forma de perversión sexual», el movimiento hippie apareció en medio de una creciente revolución sexual en la cual muchos puntos de vista del statu quo sobre este tema fueron cuestionados. Los hippies heredaron un punto de vista y de práctica contracultural sobre el amor y el sexo de la generación Beat y «sus escritos influenciaron a los hippies a abrirse cuando el tema del sexo venía, y a experimentar sin culpa o celos». Un eslogan popular apareció que decía «Si se siente bien, ¡hazlo!» y esto significaba que eras libre de amar a quien quisieras, cuando quisieras, en la forma que quisieras. Esto incentivó la actividad sexual espontánea. Sexo grupal, sexo público... homosexualidad, todos los tabúes se fueron por la ventana. Esto no significa que el sexo tradicional... o la monogamia no se conociera, más bien lo contrario. De todas formas, la relación abierta se convirtió en una parte aceptada del estilo de vida hippie. Esto significaba que tú podías tener una relación primaria con una persona, pero si otra te atraía, podías explorar dicha relación sin rencor o celos».
Los hippies abrazaron el viejo eslogan del amor libre de los radicales reformadores sociales de otras épocas y así el amor libre hizo obsoleto a todo el paquete que significaba amor, matrimonio, sexo, bebés. El amor no era ya limitado a una sola persona, se podía amar a quien sea que se escogiera. De hecho, el amor era algo que se compartía con todos, no solo la propia pareja sexual». La experimentación del sexo junto a las drogas psicodélicas también ocurrían debido a la percepción de estas como deshinibidoras mientras otros exploraban los aspectos espirituales del sexo.

### Estilo, comportamiento, controversia y rechazo
El ícono del hippie suele ser un hombre con el pelo y barba notablemente más largos que lo considerado «elegante» en la época. Ambos sexos tendían a dejarse el cabello largo y algunos hippies caucásicos lo llevaban al estilo afro, imitando a los afroamericanos. Una manera de romper con los patrones sociales existentes era algo tan simple como llevar los pantalones puestos fuera de su lugar, en la cadera, haciendo lucir a la persona desaliñada. De ahí una de las acepciones de la palabra hippie, el que lleva los pantalones a la cadera.
Entre las mujeres apareció la tendencia de no llevar sujetadores y de no afeitarse axilas o piernas. Esto tendría influencia en el feminismo de décadas posteriores pero todavía fueron más trascendentes otros valores como el del amor libre, el cual argumentaba a favor del derecho al placer, evitando las restricciones de la familia nuclear y el Estado.
Mucha gente no asociada a la contracultura consideraba estos largos cabellos una ofensa, o «antihigiénicos», o consideraban aquello «cosa de mujer». El entonces gobernador de California, Ronald Reagan, definió al hippie como «un tipo con el pelo como Tarzán, que camina como Jane y que huele como Chita».
Esto se hacía en abierta rebeldía contra las construcciones de género de la sociedad basada en una estricta división de roles y comportamientos para los sexos. También los hippies abrieron vía para la tolerancia y el respeto a la homosexualidad y las relaciones interraciales.
Para ambos sexos, tanto el cabello largo como su forma de vestir funcionaban como señal de pertenencia a esta contracultura y muestra de su actitud iconoclasta.

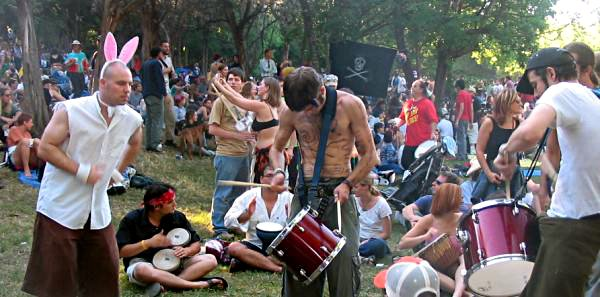
Círculo de tambores en el Eeyore's Birthday Party del 2005. Un evento regional de Texas con reputación hippie.

Era una acción típica de los hippies el llegar a un lugar y sorprender positiva o negativamente a aquellos con estilos y formas más convencionales ya sea individualmente o en grupo. Estas situaciones eran y son usualmente disfrutadas por los hippies y a veces hasta pueden alcanzar niveles teatrales, festivos o de happening en algunos casos acompañadas de música en vivo. A veces esto es planeado y otras veces no y suelen estar sazonadas por la usual actitud alegre y relajada típica hippie que espera que se contagie al resto.

### Influencia posterior de estos valores

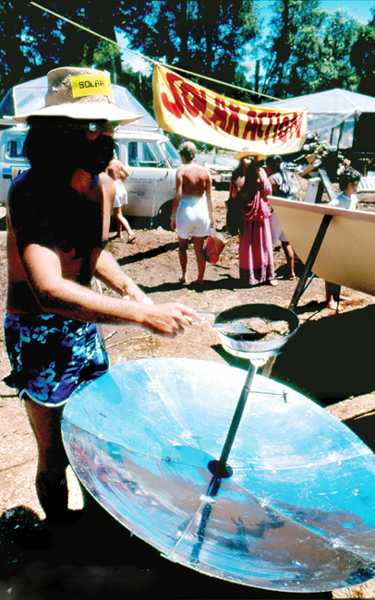
Demostración de energía alternativa en el Festival de Nambassa de 1981.

La filosofía hippie tuvo un importante impacto en la cultura influenciando la música, el cine, la literatura y el arte. Asimismo algunos valores hippies como la tolerancia y celebración de la diversidad cultural y étnica han logrado amplia aceptación incluso por la sociedad mayoritaria. También sus valores de libertad sexual (amor libre) y su búsqueda de formas de espiritualidad alternativa han logrado expansión y aceptación.
Por otro lado los hippies anticiparon el movimiento New Age o Nueva Era así como múltiples movimientos reconstruccionistas y conservacionistas de culturas locales amenazadas por la globalización homogénea de la sociedad occidental, y en alguna forma, también, al movimiento ecologista. La idea que manejaron en torno a la sociedad era la de la construcción de una sociedad alternativa, idea que tuvo importante influencia en subculturas y movimientos políticos de socialismo libertario y ecosocialismo posterior.

### Relaciones con otras subculturas juveniles
Actitudes básicas como las de celebración de la diversidad, no agresividad, una tendencia hacia la alegría inocente, el hedonismo y el uso recreativo, espiritual o medicinal de drogas han recibido el rechazo e inclusive la violencia de personas conservadoras o subculturas con valores opuestos. Se destaca entre esto el acoso policial.
El conflicto ya apareció en los años 1960 en sectores de la escena freak que aunque muy cercana en valores e inclusive en el uso de la palabra freak a los hippies, por otro lado se comenzarían a expresar sentimientos posteriores de rechazo de otras subculturas. En los años 1960 también esto se dio, en Inglaterra por ejemplo, con los mods y los rockers. Algunos en estas subculturas británicas en cambio se acercaron a los comportamientos hippies.
Los insultos y la violencia de subculturas juveniles especialmente el punk o el skinhead han tomado especial importancia. Desde los Sex Pistols ha existido una cultura de rechazo y burla a los hippies en el punk que a veces se ha expresado en violencia y en canciones como la de la banda NOFX «Always hate hippies». En el caso de la subcultura skinhead este rechazo y más pronunciada violencia se expresó ya a fines de los años 1960 en Inglaterra donde nació la subcultura skinhead y paralelamente ya se había implantado el movimiento hippie.
Dentro de otras subculturas existe actitudes menos violentas pero igualmente de posible rechazo y burla. Así pues subculturas como la gótica, dark (spooky kids en los Estados Unidos), entre otras, pueden expresar un rechazo hacia los hippies dado que tienen una visión de mundo basadas en el nihilismo y la melancolía, cosas casi diametralmente opuestas a la alegría optimista y colorida de los hippies.
Por otro lado las expresiones contraculturales y autogestionarias de los hippies claramente anticiparon las del punk. También han existido encuentros más favorables entre neohippies y punks y así dentro del punk aparecieron tendencias como el anarcopunk y ciertos crust punks marcados claramente por la política ecologista de anticapitalismo libertario y anticonsumismo.
Influencias e interrelaciones más cordiales se dieron entre el legado hippie y los neohippies con la subcultura rave. Así pues apareció un contingente de neo-hippies que abrazaron el psytrance en los noventa y 2000. El psytrance es música psicodélica a veces con tendencias de neochamanismo y de neotribalismo y de expansión de la conciencia. Por otro lado la expansión de la música reggae y del movimiento rastafari fuera de Jamaica hizo que muchos neo-hippies decidieran hacerse rastas, escuchar reggae y dub o que rastas no jamaiquinos también hayan sido influenciados por un legado hippie.
Del mismo modo en Latinoamérica a partir de la mitad de esta década está comenzando una época de tolerancia entre estas subculturas y los hippies, esto después de los constantes pleitos en varias ciudades. Así que se puede concluir que en cierto modo se ha cumplido en esta parte del mundo y en otras como Europa y Asia un grado de tolerancia y respeto que lleva a una convivencia pacífica, inclusive aceptando no solo a los hippies sino también a los llamados Hare-Krishna quienes han encontrado en los hippies una nueva forma de convivencia.

### Otras características asociadas al movimiento

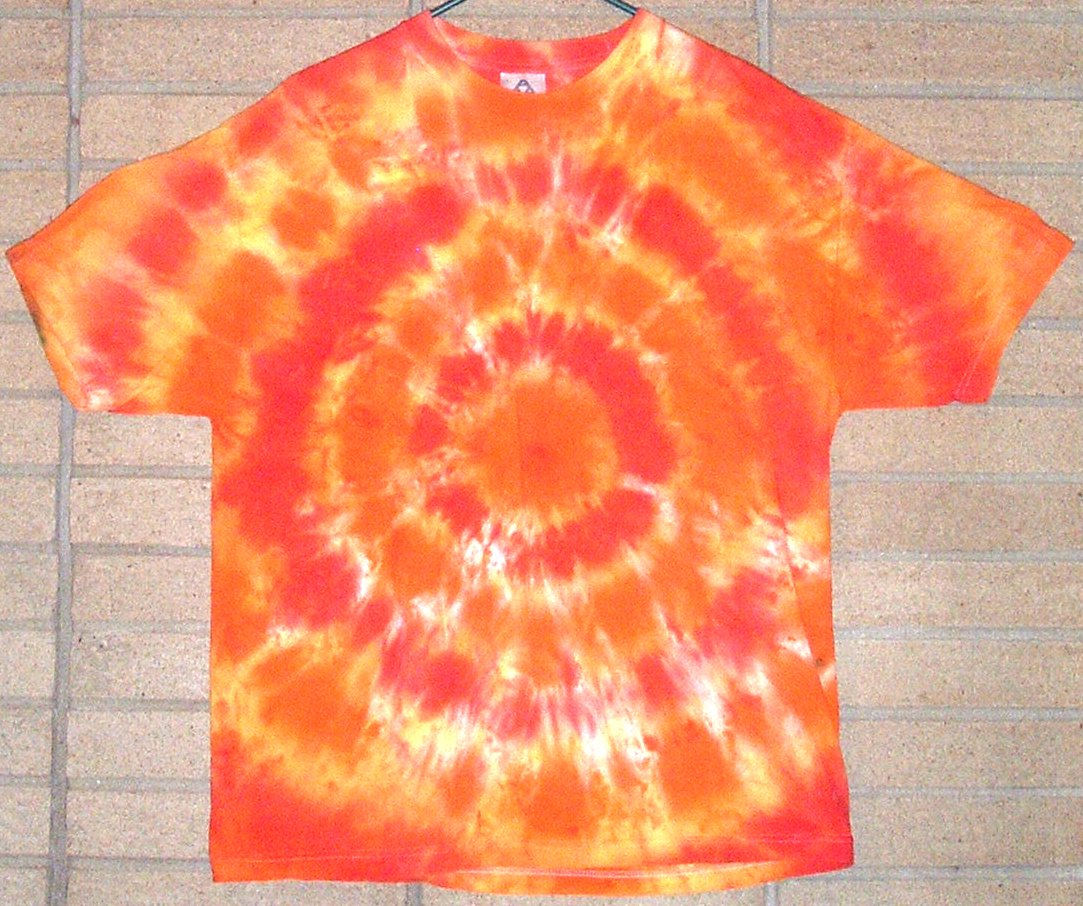
Ejemplo de una camiseta al estilo psicodélico tie-dye.

- Su Ropa era de colores brillantes (de estética psicodélica) o, en su defecto desteñidas: camisas floreadas o muy coloridas, largas faldas, pantalones de campana (botamanga ancha), etc. Se inspiraron también en estilos de vestir no occidentales, como las ropas nativas americanas (cheroqui), Colombia con las características mochila arhuaca las cuales aún son bastante populares, prendas de la India o africanas, y adoptaron símbolos como la flor o motivos de los indios americanos. Muchos de los hippies se confeccionaban su propia ropa, en protesta ante la «cultura consumista» (como lo hicieron, por ejemplo, en los 60 los colectivos The Firesigns de California y The Fool en Inglaterra).
- Les agradaba tocar y componer música en las casas de amigos o en fiestas al aire libre como en el Human Be-In en la ciudad de San Francisco (California), celebrado el 14 de enero de 1967, evento que dio a conocer bien al movimiento. Asistían a festivales como el Monterey Pop Festival en junio de 1967 y el Festival de Woodstock en agosto de 1969. Actualmente, existe el llamado Burning Man Festival.
- Amor libre, ejemplificado en su rechazo a la institución del matrimonio como obligatorio y el desarrollo de una conducta sexual libre de las regulaciones provenientes de la Iglesia cristiana o el Estado, vistas como intromisiones en la vida personal y obstáculo en la libertad individual. Generalmente, son tolerantes con la homosexualidad y la bisexualidad. También son conocidos por apreciar el placer y por asociar el sexo a valores beneficiosos para las personas.

- En la mayoría de ellos el uso de drogas como marihuana, hachís, y alucinógenos como el LSD y la psilocibina (extraída de hongos psilocibios), son algo habitual ya sea para diversión o para lograr una «expansión de la mente y la conciencia» mediante la «experiencia psicodélica»; algo predicado por Aldous Huxley, Allen Ginsberg y principalmente Timothy Leary a principios de los 60. Posteriormente esto se asoció con perspectivas cercanas al chamanismo y a espiritualidad alternativa. Los hippies también a veces suelen consumir drogas duras como alcohol, cocaína, etc.; aunque usualmente se prefiere las drogas psicodélicas e inclusive a veces se critica la tendencia del alcohol a provocar la violencia así como las consecuencias adictivas de drogas como la cocaína y la heroína.[24]
- Gusto por escuchar, interpretar y componer rock psicodélico, rock progresivo, música folclórica local, folk-rock, acid folk y más recientemente música New Age, psytrance o psybient. De todas formas es de las tribus urbanas que suelen escuchar más géneros de música que en algunos casos comparten valores y estéticas similares al hippismo  como la música New Age o el reggae o inclusive otros con visiones y perspectivas más lejanos aunque las tendencias principales de gustos musicales

## Legado

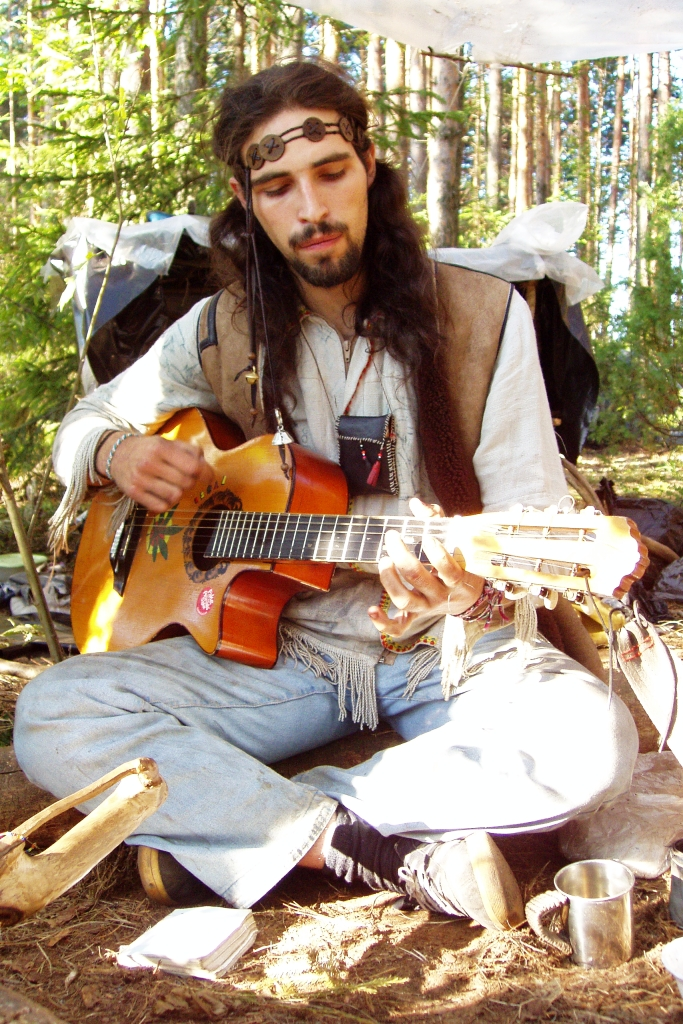
Músico en un encuentro de la Rainbow Family de Rusia.

Alrededor de 1960, gran parte del estilo hippie, pero muy poco de la esencia del movimiento, fue absorbido por la cultura mayoritaria. La prensa generalista perdió finalmente interés en esta subcultura. Por su parte, muchos de los antiguos hippies al madurar se integraron en la corriente dominante de pensamiento y los sistemas sociales y económicos de los que antes habían renegado.
No obstante, otros hippies continuaron manteniendo un compromiso profundo con esta forma de vivir y sus ideales.
En virtud a que los hippies tendieron a evitar la publicidad después del Verano del amor y de Woodstock, surgió un mito popular de que el movimiento había desaparecido, aunque de hecho continuó existiendo en comunidades instaladas en diversos países. La evolución de algunas comunas hippies ha dado lugar a las ecoaldeas de hoy, también llamadas «comunas del 2000». Los hippies modernos suelen ser artesanos o viajeros del mundo, quienes no se otorgan a ellos mismos el carácter de esta subcultura, sin embargo tienen un estilo de vida muy parecido.
Aún hoy, muchos de estos neohippies se dan cita en festivales y encuentros para celebrar la vida y el amor, como en el Festival de la Paz.
- Blue Cheer
- Cheech y Chong
- The Doors
- Donovan
- Jerry García
- Allen Ginsberg
- Pink Floyd
- The Who
- Rigo Tovar
- Bob Dylan
- Fleetwood Mac
- Led Zeppelin
- Grateful Dead
- George Harrison
- Goa Gil
- Snufkin Nushka Muskalen
- Iron Butterfly
- Jimi Hendrix
- Jefferson Airplane
- Grace Slick
- Ken Kesey
- Timothy Leary
- John Lennon
- Scott McKenzie
- Quicksilver Messenger Service
- Roky Erickson
- 13th Floor Elevators
- Carlos Santana
- Sonny & Cher
- Ringo Starr
- Paul McCartney
- The Beatles
- Ravi Shankar
- Yoko Ono
- Joan Baez
- Mike Love
- Brian Wilson
- The Mamas and the Papas
- Country Joe & The Fish
- Creedence Clearwater Revival
- Canned Heat (banda)
- The Byrds
- Cream
- The Rolling Stones
- The Lemon Pipers
- Charles Duchaussois
- Hermann Hesse
- Janis Joplin
- The Beach Boys
- Los Jaivas
- Stevie Nicks

## Películas y documentales relacionados con el movimientohippie
- Woodstock
- Forrest Gump
- Moomin (serie)
- Hair
- Across the Universe
- Wanderlust
- Easy Rider
- Kill Your Darlings
- Taking Woodstock
- Captain Fantastic
- Once Upon a Time in Hollywood
- La casa de piedra (documental), hippie en Costa Rica